# Nafi Tuitavake
Pour les articles homonymes, voir Tuitavake.
Pas d'image ? Cliquez ici

a Compétitions nationales et continentales officielles uniquement.

b Matchs officiels uniquement.
Dernière mise à jour le 14 juillet 2023.
Nafi Tuitavake, né le 21 janvier 1989 à Auckland (Nouvelle-Zélande), est un joueur de rugby à XV international tongien évoluant aux postes d'ailier ou centre. Il mesure 1,80 m pour 95 kg.
Il est le frère cadet de l'ancien All Black Anthony Tuitavake.

## Carrière

### En club
Nafi Tuitavake commence sa carrière professionnelle avec la province de North Harbour en NPC en 2008. Il joue avec cette équipe jusqu'en 2015, soit pendant sept saisons, disputant 76 matchs et marquant 23 essais.
À partir novembre 2012, il effectue une pige de quelques mois avec le SU Agen en Top 14. Après 9 apparitions avec le club, il se blesse à la main en mars 2013, ce qui met un terme à sa saison. Il rentre en Nouvelle-Zélande à l'issue de la saison.
En 2014, il fait ses débuts en Super Rugby avec la franchise des Crusaders. Il évolue pendant deux saisons avec l'équipe de Christchurch pendant lesquelles il joue vingt rencontres et marque un essai.
Il retourne jouer en France en 2016, rejoignant alors le RC Narbonne en Pro D2 en tant que joueur supplémentaire. Alors qu'il avait été initialement prolongé par son club pour une saison de plus, il est finalement libéré de son contrat en septembre 2016,.
Il rejoint dans la foulée le club anglais des Northampton Saints qui évolue en Aviva Premiership. Il joue pendant trois saisons avec cette équipe, disputant trente-et-une rencontre, avant de quitter le club en juin 2019.
En janvier 2020, il rejoint la franchise sud-africaine des Bulls en Super Rugby,. Il n'a cependant le temps de disputer que deux rencontres avant que la saison ne soit interrompue à cause de la pandémie de Covid-19, et il quitte le club à la fin de la saison.
Il retrouve un contrat professionnel au début de l'année 2022, lorsqu'il s'engage avec le club australien des Hunter Wildfires en Shute Shield. Malgré une saison perturbée par les blessures, il prolonge par la suite son contrat pour une saison supplémentaire.

### En équipe nationale
Nafi Tuitavake a joué avec l'équipe de Nouvelle-Zélande de rugby à sept en 2008 alors qu'il n'était âgé que de 19 ans.
En 2009, il est sélectionné avec l'équipe de Nouvelle-Zélande des moins de 20 ans pour participer au championnat du monde juniors en 2009, compétition qu'il remporte,.
En 2015, souhaitant jouer pour le pays de ces ancêtres, les Tonga, il joue avec l'équipe des Tonga de rugby à sept lors du championnat d'Océanie de rugby à sept à Auckland.
Désormais sélectionnable en rugby à XV, il obtient sa première cape internationale avec l'équipe des Tonga le 11 juin 2016 à l’occasion d’un match contre l'équipe des Fidji à Suva.
En 2019, il est retenu dans le groupe tongien pour disputer la Coupe du monde au Japon. Il dispute le premier match contre l'Angleterre, où il se casse le bras, mettant ainsi fin prématurément à sa participation à la compétition.

## Palmarès

### En club
- Finaliste du Super Rugby en 2014 avec les Crusaders.

## En équipe nationale
- 14 sélections avec les Tonga
- 0 point

- Participation à la Coupe du monde 2019 (1 match)